# Надвинское сельское поселение
На́двинское сельское поселение — муниципальное образование в северо-восточной части Клетнянского района Брянской области. Административный центр — деревня Синицкое.
Образовано в результате проведения муниципальной реформы в 2005 году, путём слияния дореформенных Надвинского, Осиновского и части Павлинского сельсоветов.

## Население
| 2010 | 2011 | 2012 | 2013 | 2014 | 2015 | 2016 | 2017 | 2018 |
| ---- | ---- | ---- | ---- | ---- | ---- | ---- | ---- | ---- |
| 752  | ↘748 | ↘725 | ↘715 | ↘692 | ↘675 | ↗676 | ↘651 | ↘623 |
| 2019 | 2020 | 2021 |      |      |      |      |      |      |
| ↘597 | ↗602 | ↘572 |      |      |      |      |      |      |

## Населённые пункты
| №  | Населённый пункт  | Тип     | Население |
| -- | ----------------- | ------- | --------- |
| 1  | Бабка             | деревня | →0        |
| 2  | Бобров            | деревня | →2        |
| 3  | Кочетов           | деревня | ↗16       |
| 4  | Миголин           | деревня | →11       |
| 5  | Мичурино          | деревня | ↘44       |
| 6  | Набат             | деревня | ↘2        |
| 7  | Надва             | деревня | ↘23       |
| 8  | Новая Надва       | деревня | ↘13       |
| 9  | Новая Осиновка    | деревня | ↗132      |
| 10 | Новая Пестраковка | деревня | →11       |
| 11 | Павлинки          | деревня | ↘150      |
| 12 | Погарь            | деревня | →6        |
| 13 | Сальниково        | деревня | ↘9        |
| 14 | Сельцо            | деревня | ↘31       |
| 15 | Синицкое          | деревня | ↘243      |
| 16 | Сметковщина       | деревня | →8        |
| 17 | Черемуха          | деревня | ↘14       |

### Упразднённые населённые пункты
| № | Населённый пункт | бывший статус | Население |
| - | --- | ------------- | --------- |
| 1 | Будка 26 км, упразднена Законом Брянской области от 26.09.2022 № 71-З «Об упразднении населенных пунктов Клетнянского, Комаричского, Навлинского и Почепского районов Брянской области» | ж.д. будка    | 0         |